# Nordisk Conversations-Lexicon
Nordisk Conversations-Lexicon med den fulde titel Nordisk Conversations-Lexicon, indeholdende en almindelig Forklaring over alle vigtige Navne, Gjenstande og Begreber, som forekomme i Livet under Læsning og i Samtale er det andet danske leksikon, som blev udgivet i 5 bind. Leksikonet blev redigeret af G.E.C. Gad og Carl Christian Lose den yngre. Værket udkom fra 1858 til 1863.

## Udgaver
- Nordisk Conversations-Lexicon, indeholdende en almindelig Forklaring over alle vigtige Navne, Gjenstande og Begreber, som forekomme i Livet under Læsning og i Samtale : A-B. 1858
- Nordisk Conversations-Lexicon, indeholdende en almindelig Forklaring over alle vigtige Navne, Gjenstande og Begreber, som forekomme i Livet under Læsning og i Samtale : C-E. 1859
- Nordisk Conversations-Lexicon, indeholdende en almindelig Forklaring over alle vigtige Navne, Gjenstande og Begreber, som forekomme i Livet under Læsning og i Samtale : F-J. 1860
- Nordisk Conversations-Lexicon, indeholdende en almindelig Forklaring over alle vigtige Navne, Gjenstande og Begreber, som forekomme i Livet under Læsning og i Samtale : K-P. 1861
- Nordisk Conversations-Lexicon, indeholdende en almindelig Forklaring over alle vigtige Navne, Gjenstande og Begreber, som forekomme i Livet under Læsning og i Samtale : Q-O. 1863

| Sprog og litteratur | Spire Denne artikel om litteratur er en spire som bør udbygges. Du er velkommen til at hjælpe Wikipedia ved at udvide den. |